# 한칸뜀
한칸뜀은 기착점에서 중앙으로 한칸 되는 자리에 돌을 놓는 행마법이다.